# جوزيف طومسون (عالم)
جوزيف طومسون (بالإنجليزية: Joseph Cheesman Thompson)‏ (و. 1874 – 1943 م) هو ضابط، وعالم حيوانات، وعالم زواحف، وعالم أسماك، من الولايات المتحدة الأمريكية، ولد في لونغ آيلند، توفي في سان فرانسيسكو، عن عمر يناهز 69 عاماً.

## التعليم
تعلم في كلية الأطباء والجراحين بجامعة كولومبيا.

## الخدمة العسكرية
خدم في بحرية الولايات المتحدة.